# アゼピン
アゼピン(Azepine)は、不飽和の七員環複素環式化合物である。1,3,5-シクロヘプタトリエンの7位の炭素（メチレン）が窒素原子（イミノ基）に置き換わった化合物に相当する。